# أبو زكرياء الوارجلاني

كتاب السيرة وأخبار الأئمة لأبي زكرياء يحي بن أبي بكر

أَبُو زَكَرِيَّاءِ يَحْيَى بْنُ أَبِي بَكْرٍ الوَرْجَلَانِيُّ من شيوخ الطبقة العاشرة على قول أبي العباس الدرجيني أي أنه عاش في النصف الثاني من القرن الخامس للهجرة (الـ11 مـ)، هو إخباري[مبهم] وأحد شيوخ المذهب الإباضي. له أجوبة وفتاوي في علم الكلام، ورسائل في الفقه، يبدو أنها فقدت.

## حياته
لا تتوفر معلومات كثيرة عن أبي زكرياء يحي بن أبي بكر الوارجلاني، سوى أنه عاش في ورجلان بالجنوب الجزائري وإلى هذه المدينة ينسب. أما دراسته فقد تلقاها بوادي أريغ على يدي شيخ إباضي آخر هو أبو الربيع سليمان بن يخلف المزاتي المتوفى عام 471هـ/ 1078م. روى عنه أبو عمرو عثمان بن خليفة السوفي، وكانت له حلقة علم. وقد كان يشتغل بالزراعة للاسترزاق، وكان كريمًا سخيا، يزور أهل وارجلان ليؤنسهم، وطلبوا منه مَرَّة الإقامة ليستأنسوا به، فقال لهم: «قولوا: أقم عندنا قليلاً يمت قلبك، لِما اطَّلع عليه من سوء طريقتهم، ورداءة أحوالهم». وإذ لا نعرف تاريخ ولادته ولا تاريخ ميلاده فقد دفن بوارجلان أو بسدراتة بالجنوب الجزائري أيضا.

## آثاره
يذكر البرادي أن أبا زكرياء يحي بن أبي بكر الوارجلاني، ألف عددا من الرسائل في الفقه والمسائل، ويرجح المحقق عبد الرحمن أيوب أنها فقدت، إلا أننا نجد بعض العلماء يستشهدون بأقواله وآرائه الكلامية، منها ما ذكره أبو سهل يحيى بن إبراهيم في بداية كتابه في العقيدة. وعلى أية حال لم يصلنا من آثاره إلا كتابه الذي حققه عبد الرحمن أيوب وصدر تحت عنوان «كتاب السيرة وأخبار الأئمة» وقد أورد فيه أخبار المذهب الإباضي ببلاد المغرب منذ بداية الدعوة في القرن الثاني للهجرة/7م إلى أواخر القرن الخامس لهجرة/11م، مرورا بفترات الانتشار وتكوين الدولة الرستمية ثم سقوطها ذاكرا البعض من أخبار أئمتها وشيوخ المذهب إلى عصره. والمهم أن عددا من الإخباريين الإباضية قد نقلوا عن كتابه ومن بينهم الدرجيني في كتابه «طبقات المشائخ بالمغرب».

## إشارات مرجعية
1. ↑  ملف استنادي دولي افتراضي (باللغات المتعددة), دبلن: مركز المكتبة الرقمية على الإنترنت, OCLC:609410106, QID:Q54919
2. ↑  أبو زكرياء يحي بن أبي بكر، كتاب السيرة وأخبار الأئمة، الدار التونسية للنشر، تونس 1985، ص 14
3. ↑  كامل سلمان الجبوري (2003). معجم الأدباء من العصر الجاهلي حتى سنة 2002م. بيروت: دار الكتب العلمية. ج. 7. ص. 11. ISBN:978-2-7451-3694-7. LCCN:2003489875. OCLC:54614801. OL:21012293M. QID:Q111309344.
4. 1 2  بن أبي بكر بن سعيد اليهراسني الوارجلاني (أبو زكرياء) نسخة محفوظة 5 مارس 2016 على موقع واي باك مشين.
5. ↑  كتاب السيرة وأخبار الأئمة، نفس المصدر، ص 14-15